# Boas Notícias
Boas Notícias é o décimo nono álbum de estúdio da artista musical e apresentadora brasileira Xuxa, lançado em setembro de 1997 pela Som Livre. Foi produzido por Michael Sullivan, com coprodução de Zé Henrique, Marlene Mattos e Xuxa. A turnê Boas Notícias, também conhecida como Xou da Xuxa Boas Notícias, foi realizada para divulgar o projeto.

## Lista de faixas
Tocas as canções produzidas por Michael Sullivan; e coproduzidas por Zé Henrique, Marlene Mattos, e Xuxa Meneghel.
| N.º            | Título                                   | Compositor(es)                           | Duração |  |
| 1.             | "Xuxa Lelê"                              | Zé Henrique Fred Pereira                 | 3:56    |  |
| 2.             | "Libera Geral"                           | Álvaro Socci Claudio Matta               | 3:53    |  |
| 3.             | "Diet"                                   | Carlinhos Brown Mestre Pintado de Bongo  | 3:08    |  |
| 4.             | "Planeta Xuxa"                           | Socci Matta                              | 3:16    |  |
| 5.             | "Boas Notícias"                          | Michael Sullivan Dudu Falcão             | 3:53    |  |
| 6.             | "Amarelinha (Pulando, Pulando)"          | Henrique Pereira                         | 3:38    |  |
| 7.             | "Meu Xamego"                             | Solange Pereira Edu Martins              | 4:12    |  |
| 8.             | "Agora eu Vou Andar (Andar Devagarinho)" | Cláudia Vargas                           | 3:56    |  |
| 9.             | "Preste Atenção"                         | Renata Arruda Mariana Richard "Metralha" | 4:08    |  |
| 10.            | "Godofredo, o Piolho"                    | Marcos "Xuxa" Levy Reinaldo Waisman      | 2:21    |  |
| 11.            | "Vamos em Frente"                        | Socci Matta Vivian Pearl                 | 3:36    |  |
| 12.            | "Serenata do Grilo"                      | Sullivan Falcão                          | 4:23    |  |
| 13.            | "Oração de Um Novo Milênio"              | Pereira Martins                          | 4:41    |  |
| 14.            | "Na Hora em que Você Quiser Chegar"      | Sullivan Falcão                          | 3:31    |  |
| Duração total: | Duração total:                           | Duração total:                           | 52:32   |  |

## Créditos
- Produzido por: Michael Sullivan
- Direção Artística: Aramis Barros
- Técnico de Gravação: Edu Oliveira, Sérgio Rocha e Mário Jorge
- Gravado nos estúdios: Som Livre
- Co-produção: Zé Henrique, Marlene Mattos e Xuxa Meneghel
- Técnicos de Mixagem: Jorge 'Gordo' Guimarães
- Assistente de Produção: Duda Nogueira
- Coordenação de Estúdio: Helio de Freitas
- Masterização: Som Livre/Sergio Seabra

## Desempenho comercial
Na parada publicada pelo O Globo – com base em dados fornecidos pelo instituto Nelson Oliveira Pesquisa e Estudo de Mercado (NOPEM) –, Boas Notícias estreou na nona colocação entre os álbuns mais vendidos no Brasil, na edição datada em 28 de outubro de 1997. Chegou ao sexto lugar, que foi seu pico, em 4 de novembro. De acordo com a revista Billboard, entre 10 e 14 de novembro, Boas Notícias ocupou a 15ª posição na parada dos 50 álbuns mais vendidos do Brasil. Vendeu 400 mil cópias em dois meses, com estimativas de que tenha alcançado 600 mil exemplares até o final de 1997. A Pro-Música Brasil (PMB) auditou a venda de 250 mil unidades, com a consequente emissão de um certificado de platina.
| País — Tabela musical (1997) | Posição de pico |
| ---------------------------- | --------------- |
| Brasil (NOPEM)               | 6               |

| Região                                                                                             | Certificação | Vendas   |
| -------------------------------------------------------------------------------------------------- | ------------ | -------- |
| Brasil (Pro-Música Brasil)                                                                         | Platina      | 250 000* |
| *números de vendas baseados somente na certificação ^distribuições baseadas apenas na certificação |              |          |